# Kanwŏl-to
Kanwŏl-to är en halvö i Sydkorea.   Den ligger i provinsen Södra Chungcheong, i den västra delen av landet, 120 km söder om huvudstaden Seoul.